# Neptis negrosiana
Neptis negrosiana är en fjärilsart som beskrevs av Hans Fruhstorfer 1908. Neptis negrosiana ingår i släktet Neptis och familjen praktfjärilar. Inga underarter finns listade i Catalogue of Life.